# Чемпионат России по дзюдо 2000
Чемпионат России по дзюдо 2000 года — 9-й чемпионат России по дзюдо проходил в Перми 23 по 26 ноября.

## Медалисты

### Мужчины
| Категория                   | Золото                      | Серебро                          | Бронза                                                   |
| --------------------------- | --------------------------- | -------------------------------- | -------------------------------------------------------- |
| Наилегчайший вес (до 60 кг) | Александр Ридный Красноярск | Константин Бутенин Красноярск    | Алексей Поддубный ХМАО Владимир Дегтярёв Челябинск       |
| Полулёгкий вес (до 66 кг)   | Магомед Джафаров Дагестан   | Алексей Храпов Рязанская область | Олег Гуляев ХМАО Александр Караханов Пермь               |
| Лёгкий вес (до 73 кг)       | Виталий Макаров Челябинск   | Руслан Сазонов Москва            | Аслан Анаев Адыгея Евгений Карпухин Красноярск           |
| Полусредний вес (до 81 кг)  | Лаша Пипия Челябинск        | Алексей Шершнев Красноярск       | Александр Коновалов Краснодар Денис Огиенко Москва       |
| Средний вес (до 90 кг)      | Хасанби Таов Адыгея         | Муслим Гаджимагомедов Дагестан   | Алексей Михалёв Москва Сергей Власов Москва              |
| Полутяжёлый вес (до 100 кг) | Дмитрий Сергеев Пермь       | Сурен Балачинский Москва         | Фёдор Семаков Санкт-Петербург Виталий Яловенко Волгоград |
| Тяжёлый вес (свыше 100 кг)  | Александр Михайлин Москва   | Михаил Старков Свердловск        | Владимир Галкин Волгоград Кирилл Наумов Волгоград        |
| Абсолютная категория        | Александр Михайлин Москва   | Владимир Галкин Волгоград        | Виталий Яловенко Волгоград Адам Делок Адыгея             |

### Женщины
| Категория                   | Золото                           | Серебро                                   | Бронза                                                        |
| --------------------------- | -------------------------------- | ----------------------------------------- | ------------------------------------------------------------- |
| Наилегчайший вес (до 48 кг) | Любовь Брулетова Пермь           | Ирина Уйманова Оренбург                   | Екатерина Замулдинова ХМАО Татьяна Шишкина Самара             |
| Полулёгкий вес (до 52 кг)   | Марина Ковригина Красноярск      | Оксана Карзакова ХМАО                     | Виктория Волотова Москва Наталья Арановская Адыгея            |
| Лёгкий вес (до 57 кг)       | Татьяна Миньковская ХМАО         | Татьяна Иванова Санкт-Петербург           | Ольга Сонина Новосибирск Елена Пронина Москва                 |
| Полусредний вес (до 63 кг)  | Ирина Афонина Тула               | Анна Сараева Самара                       | Татьяна Папушина Москва Юлия Котова Брянск                    |
| Средний вес (до 70 кг)      | Юлия Семёнова Калуга             | Юлия Максименкова Москва                  | Галина Федосеева Алтайский край Татьяна Кутепова Белгород     |
| Полутяжёлый вес (до 78 кг)  | Полина Чеканина ХМАО             | Светлана Пантелеева Нижегородская область | Светлана Федосеенко Новосибирск Вера Москалюк ХМАО            |
| Тяжёлый вес (свыше 78 кг)   | Ирина Родина Тула                | Теа Донгузашвили Санкт-Петербург          | Татьяна Ковалёва Волгоград Юлия Хехнёва Нижегородская область |
| Абсолютная категория        | Теа Донгузашвили Санкт-Петербург | Алла Куликова Пермь                       | Светлана Фёдорова Пермь Олеся Коваленко Красноярск            |